# Lekkoatletyka na Letnich Igrzyskach Paraolimpijskich 2012 – 800 metrów T36 mężczyzn
W biegu na 800 metrów kl. T36 mężczyzn podczas Letnich Igrzysk Paraolimpijskich 2012 rywalizowało ze sobą 8 zawodników. W konkursie udział wzięli sportowcy z porażeniem mózgowym, u których występują mimowolne ruchy we wszystkich kończynach.

## Wyniki

### Finał
| Poz. | Zawodnik                       | Narodowość      | Rezultat | Uwagi |
| ---- | ------------------------------ | --------------- | -------- | ----- |
| 1    | Jewgienij Szwiecow             | Rosja           | 2:05,32  | PR    |
| 2    | Artiom Ariefiew                | Rosja           | 2:06,13  |       |
| 3    | Paul Blake                     | Wielka Brytania | 2:08,24  |       |
| 4    | Pawieł Karagiezow              | Rosja           | 2:12,47  |       |
| 5    | Jose Manuel Gonzalez           | Hiszpania       | 2:15,99  |       |
| 6    | Jose Pampano                   | Hiszpania       | 2:21,48  |       |
| 7    | Gabriel De Jesus Cuadra Holman | Nikaragua       | 2:23,93  |       |
| 8    | Fabio Gutierrez Torres         | Kolumbia        | 2:30,20  |       |